# قائمة المهرجانات السينمائية في الدول العربية
هذه قائمة عن المهرجانات السينمائية في الوطن العربي.

## الأردن
| الاسم                         | أسس  | المدينة | النوع       | التفاصيل |
| ----------------------------- | ---- | ------- | ----------- | -------- |
| مهرجان الأردن للأفلام القصيرة | 2006 | عمان    | أفلام قصيرة |          |
| مهرجان الأردن الدولي للأفلام  | 2016 | عمان    | دولي        |          |
| مهرجان الفيلم الأردني         | 2013 | عمان    | محلي        |          |

## الإمارات العربية المتحدة
| الاسم                           | أسس  | المدينة | النوع | التفاصيل |
| ------------------------------- | ---- | ------- | ----- | -------- |
| مهرجان دبي السينمائي الدولي     | 2004 | دبي     | عالمي |          |
| مهرجان أبوظبي السينمائي         | 2007 | أبوظبي  | عالمي |          |
| مهرجان الأطفال السينمائي الدولي | 2014 | دبي     | عالمي |          |

## تونس
| الاسم                 | أسس  | المدينة | النوع | التفاصيل |
| --------------------- | ---- | ------- | ----- | -------- |
| أيام قرطاج السينمائية | 1966 | قرطاج   | محلي  |          |
|                       |      |         |       |          |

## الجزائر
| الاسم                                     | أسس  | المدينة | النوع | التفاصيل |
| ----------------------------------------- | ---- | ------- | ----- | -------- |
| مهرجان في صحراء السينمائي الدولي          | 2003 | تندوف   | دولي  |          |
| مهرجان وهران الدولي للفيلم العربي         | 1976 | وهران   | دولي  |          |
| مهرجان عنابة للفيلم المتوسطي              | 2016 | عنابة   | دولي  |          |
| مهرجان سيدي امحمد بن عودة للفيلم الوثائقي | 2019 | غليزان  | دولي  |          |

## السعودية
| الاسم                                | أسس  | المدينة | النوع | التفاصيل |
| ------------------------------------ | ---- | ------- | ----- | -------- |
| مهرجان أفلام السعودية                | 2008 | الدمام  | محلي  |          |
| مهرجان البحر الأحمر السينمائي الدولي | 2019 | جدة     | دولي  |          |

## السودان
| الاسم                        | أسس  | المدينة | النوع | التفاصيل |
| ---------------------------- | ---- | ------- | ----- | -------- |
| مهرجان الخرطوم للفيلم العربي | 2015 | الخرطوم | دولي  |          |

## العراق
| الاسم                      | أسس  | المدينة | النوع | التفاصيل |
| -------------------------- | ---- | ------- | ----- | -------- |
| مهرجان دهوك الدولي للأفلام | 2011 | دهوك    | دولي  |          |

## عمان
| الاسم                            | أسس  | المدينة | النوع | التفاصيل |
| -------------------------------- | ---- | ------- | ----- | -------- |
| مهرجان مسقط السينمائي الدولي     | 2008 | مسقط    | دولي  |          |
| مهرجان الباطنة السينمائي العُماني | 2022 | مسقط    | دولي  |          |

## قطر
| الاسم                            | أسس  | المدينة | النوع | التفاصيل |
| -------------------------------- | ---- | ------- | ----- | -------- |
| مهرجان أجيال السينمائي           | 2012 | الدوحة  | دولي  |          |
| مهرجان الدوحة ترايبيكا السينمائي | 2009 | الدوحة  | دولي  |          |

## مصر
| مهرجان الجونة السينمائي             | 2017 | الجونة    | دولي | مهرجان القاهرة السينمائي الدولي                        | 1976 | القاهرة       | دولي |
| المهرجان القومي للسينما المصرية     | 1997 |           | محلي | [مهرجان الأقصر للسينما الأفريقية]                      | 2012 | [الأقصر]      | دولي |
| مهرجان جمعية الفيلم للسينما المصرية | 1975 | القاهرة   | محلي | [مهرجان الإسكندرية السينمائي الدولي]                   | 1979 | [الاسكندرية]  | دولي |
| مهرجان أسوان الدولي لأفلام المرأة   | 2017 | أسوان     | دولي | [مهرجان الإسكندرية للفيلم القصير]                      | 2015 | [الاسكندرية]  | دولي |
| مهرجان شرم الشيخ السينمائي          | 2017 | شرم الشيخ | دولي | [مهرجان الاسماعيلية الدولي للأفلام التسجيلية والقصيرة] | 1991 | [الاسماعيلية] | دولي |

## المغرب
| الاسم                                                                | أسس  | المدينة       | النوع | الموقع                             | التفاصيل                                                                                  |
| -------------------------------------------------------------------- | ---- | ------------- | ----- | ---------------------------------- | ----------------------------------------------------------------------------------------- |
| مهرجان تطوان لسينما البحر الأبيض المتوسط                             | 1988 | تطوان         | دولي  | www.festivaltetouan.org            | مهرجان مستقل أنشئ من خلال جمعية لهواة السينما، متخصص في سينما بلدان البحر الأبيض المتوسط. |
| مهرجان مراكش السينمائي الدولي                                        | 2001 | مراكش         | دولي  | https://www.festivalmarrakech.info | [ 7 ]                                                                                     |
| المهرجان الوطني للفيلم بطنجة                                         | 1982 | طنجة          | محلي  | www.fnf.ma                         |                                                                                           |
| مهرجان الفيلم القصير المتوسطي                                        | 2002 | طنجة          | دولي  | www.ccm.ma/17fcmmt                 |                                                                                           |
| المهرجان الدولي لفيلم المرأة                                         | 2004 | سلا           | دولي  | www.fiffs.ma                       |                                                                                           |
| المهرجان الدولي لسينما المؤلف                                        | 1994 | الرباط        | دولي  | www.festivalrabat.ma               |                                                                                           |
| المهرجان الدولي للسينما الإفريقية                                    | 1977 | خريبكة        | دولي  | www.festivalkhouribga.com          |                                                                                           |
| مهرجان الفيلم الوثائقي حول الثقافة والتاريخ والمجال الصحراوي الحساني | 2015 | العيون        | محلي  | www.fdsh.ma                        |                                                                                           |
| المهرجان الدولي للسينما والذاكرة المشتركة                            | 2012 | الناظور       | دولي  | http://festivalcinemanador.com     |                                                                                           |
| المهرجان المغاربي للفيلم                                             | 2012 | وجدة          | دولي  | festivalmaghrebinfilm.ma           |                                                                                           |
| المهرجان الدولي للفيلم الوثائقي                                      |      | أكادير        | دولي  | www.fidadoc.org                    |                                                                                           |
| المهرجان الدولي لسينما التحريك                                       | 2004 | مكناس         | دولي  | www.ficam.ma                       |                                                                                           |
| المهرجان الدولي للسينما بالداخلة                                     | 2008 | الداخلة       | دولي  | www.festivalcinemadakhla.com       |                                                                                           |
| مهرجان السينما والهجرة                                               | 2003 | أكادير        | دولي  | www.festivalagadir.com             |                                                                                           |
| المهرجان الدولي للفيلم عبر الصحراء                                   |      | زاكورة        | دولي  |                                    |                                                                                           |
| مهرجان الدار البيضاء للفيلم العربي                                   | 2018 | الدار البيضاء | دولي  | www.casablancaarabfilmfestival.com |                                                                                           |

## وصلات خارجية
- مهرجانات عالمية على قاعدة بيانات الأفلام على الإنترنت
- قاعدة بيانات المهرجانات الدولية